# Павлович, Антон Александрович
Антон Александрович Павлович (24 декабря 1893  [5 января 1894], Вилейский уезд, Виленская губерния — 1 августа 1973, Ленинград) — советский военачальник, генерал-майор (4.06.1940).

## Биография
Родился в рабочей семье. С 1909 г. работал на машиностроительном заводе «К. Аркушевский и Ко» в Одессе. В мае 1912 года окончил Одесские вечерние политехнические курсы и работал чертёжником-конструктором по постройке военных линейных кораблей на заводе Русского судостроительного общества в Николаеве.
В октябре 1914 г. поступил вольноопределяющимся на военную службу в Русскую императорскую армию и направлен в 3-й сапёрный батальон Северо-Западного фронта. В апреле 1915 года уволен из армии и откомандирован на Путиловский завод, где на судостроительной верфи работал чертёжником-конструктором. В марте 1916 года переведён на ту же должность на Балтийский судостроительный механический завод в отдел подводного плавания. В марте 1917 г. при Николаевском инженерном училище выдержал экзамен на чин прапорщика инженерных войск. В конце августа 1917 г. назначен «для поручений» при производителе работ по укреплению Або-Аландской позиции, но из-за вспыхнувшего Корниловского мятежа к месту службы не убыл. В период Октябрьской революции 25 октября 1917 г. командиром отряда Красной гвардии из рабочих Балтийского завода участвовал в штурме Зимнего дворца и взятии Центральной телефонной станции.
В Гражданскую войну А. А. Павлович-Павловский в августе 1918 г. вступил в Рабоче-крестьянскую Красную армию и был направлен на Восточный фронт инженером для поручений при начальнике военных сообщений фронта. С ноября того же года служил начальником связи 4-й армии Восточного фронта, с февраля 1919 г. — военкомом при начальнике артиллерии этой армии. Участвовал в боях с войсками адмирала А. В. Колчака. Затем переведен на Южный фронт: помощник начальника штаба 3-й Украинской армии, начальник штаба и командир 3-й бригады 45-й стрелковой дивизии. В марте — апреле 1919 г. командир особого отряда, во главе которого участвовал в боях с восставшими немецкими колонистами в Тираспольском уезде. В июле — августе начальник штаба 3-й бригады, сражался с петлюровцами и деникинскими частями в районе Вапнярки и под Житомиром.
После окончания в октябре 1922 г. Военной академии РККА назначен командиром роты 144-го стрелкового полка 48-й стрелковой дивизии в Москве, с августа 1923 г. начальник оперативной части штаба 2-го армейского корпуса Московского ВО. В январе 1924 г. переведён в Штаб РККА на должность помощника начальника отдела Организационного управления. В апреле 1925 г. назначен начальником 1-й части штаба 3-й Крымской стрелковой дивизии Украинского ВО. В марте 1926 г. А. А. Павлович-Павловский переведён в Мобилизационное Главное управление снабжения РККА на должность помощника начальника 4-го отдела Управления устройства и службы войск. С декабря 1929 г. начальник штаба 10-й стрелковой дивизии Ленинградского ВО, с февраля 1932 г. — начальник штаба 80-й стрелковой дивизии Украинского ВО. В марте 1933 г. переведён преподавателем оперативно-тактического цикла в Военную электротехническую академию РККА. С ноября 1935 г. по декабрь 1936 г. учился на военно-исторических курсах по подготовке адъюнктов при Военной академии РККА им. М. В. Фрунзе, затем был зачислен слушателем Академии Генштаба РККА. В августе 1938 г. полковник А. А. Павлович окончил академию и был назначен преподавателем тактики Военной электротехнической академии РККА им. Маршала Советского Союза С. М. Будённого. В августе 1939 г. назначен в Белорусский ВО начальник штаба 24-го стрелкового корпуса в г. Смоленск, с сентября начальник штаба Минской армейской группы войск. Участвовал в походе Красной армии в Западную Белоруссию в сентябре 1939 года. Вскоре ему было присвоено воинское звание комбриг (4.11.1939). С июля 1940 г. генерал-майор А. А. Павлович начальник Свердловского пехотного училища Уральского ВО (с 5 мая 1941 г. — 1-е Свердловское пехотное училище).
В начале Великой Отечественной войны в июле 1941 г. назначен командиром 313-й стрелковой дивизии этого же округа, находившейся на формировании. В сентябре дивизия была передислоцирована на Карельский фронт в 7-ю армию и вступила в тяжёлые оборонительные бои с противником, наступавшим на Петрозаводск и Кондопогу. С 13 октября включена в состав Медвежьегорской оперативной группы Карельского фронта. Её части в этот период сдерживали противника на южных подступах к Медвежьегорску. 25 октября 1941 г. генерал-майор А. А. Павлович был освобождён от командования дивизией «за проявление чрезмерной нервозности в руководстве и переоценку качеств противника» и направлен под Тихвин. По прибытии 9 ноября назначен командующим Северной группой войск 4-й армии. В ходе Тихвинской наступательной операции 12 ноября группа войск под его командованием разбила два полка 18-й моторизованной дивизии немцев и отбросила её остатки на северную окраину Тихвина. После этого Павлович был назначен командующим Южной группой войск армии для организации прорыва в тыл всей тихвинской группировки противника. В декабре она прорвала фронт противника, разбила его 61-ю пехотную дивизию и вышла в тыл 39-го армейского корпуса немцев.
25 декабря 1941 г. он вступил в должность заместителя начальника штаба, вновь сформированного Волховского фронта. В конце января 1942 г. Военным советом фронта Павлович был назначен помощником командира 13-го кавалерийского корпуса. Однако он не справился с управлением подчиненными частями, был отстранён от должности и направлен на преподавательскую работу в Военную академию РККА им. М. В. Фрунзе. В январе 1943 г. назначен командиром 8-й учебной бригады Уральского ВО, с мая 1944 г. командовал 48-й учебной стрелковой дивизией этого же округа. В ноябре 1944 г. освобождён от должности и зачислен в распоряжение ГУК НКО, затем в декабре направлен в распоряжение Военного совета 3-го Украинского фронта. С 24 декабря — заместитель командира 10-го гвардейского стрелкового корпуса. 7 января 1945 г. вступил в командование 180-й стрелковой Киевской Краснознамённой, орденов Суворова и Кутузова дивизией, которая в это время в составе 46-й армии участвовала в Будапештской наступательной операции. 2 февраля 1945 г. генерал-майор А. А. Павлович был отстранён от должности за превышение полномочий (самовольный расстрел командира батальона и красноармейца). Однако накануне, 1 февраля, он был тяжело ранен в бою, находился в госпитале и по ходатайству Военного совета 2-го Украинского фронта его оставили в распоряжении фронта без передачи дела в военный трибунал.
После войны с 12 мая 1945 г. помощник командира 223-й стрелковой Белградской дивизии (с июня — в составе Южной группы войск). В июне 1946 г. назначен начальником кафедры тактики Военно-транспортной академии Красной армии им. Л. М. Кагановича. В марте 1948 г. уволен в отставку. Похоронен на кладбище в Гатчине.

## Награды
Награждён 2 орденами Красного Знамени (17.12.1941, 3.11.1944), медалями, а также орденом «Легион почёта» США.